# 25 mm armata przeciwpancerna mle 1934 Hotchkiss

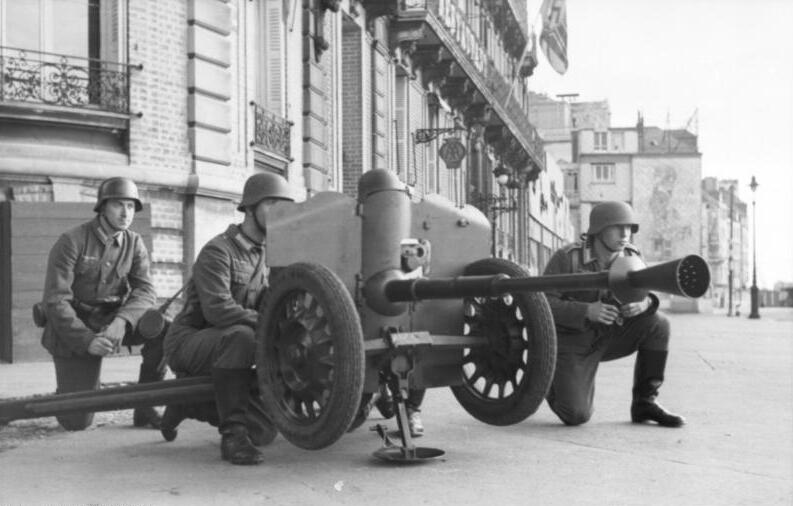
Działo 2,5-cm-PaK 113(f) z niemiecką obsługą na stanowisku bojowym

Canon léger de 25 antichar SA-L modèle 1934 – półautomatyczna (SA to skrót od semi-automatique) francuska armata przeciwpancerna kalibru 25 mm, opracowana w 1932 przez Hotchkissa.

## Historia
W 1932 wytwórnia Hotchkiss w oparciu o projekt działa czołgowego kalibru 25 mm opracowanego w 1920 i na podstawie doświadczeń z I wojny światowej zaprojektowała i zaproponowała armii francuskiej holowane działo przeciwpancerne. W 1934 działo to zostało zaaprobowane przez dowództwo armii francuskiej i zostało wprowadzone do produkcji seryjnej. Produkcja trwała do 1939 i w tym czasie wyprodukowano około 4000 dział tego typu.
W 1937 w wytwórni Ateliers de Puteaux zmodernizowano konstrukcję, zwiększając nieznacznie długość lufy oraz stosując nieco lżejsze podwozie. Tak opracowane działo otrzymało oznaczenie Canon léger de 25 antichar SA-L modèle 1937. Wprowadzono je do produkcji i do 1940 wyprodukowano około 1600 sztuk.

## Użycie
Od 1934 działo wprowadzane było na uzbrojenie armii francuskiej i w krótkim czasie stało się podstawowym działem przeciwpancernym armii francuskiej. W dywizjach piechoty działo było holowane przez jednokonny zaprzęg, a w dywizjach zmotoryzowanych przez opancerzony ciągnik artyleryjski Renault UE. Już jednak w 1938 zauważono, że działo to ma zbyt mały kaliber, a co za tym idzie zbyt małą przebijalność pancerza. Jednak dowództwo armii francuskiej nie zdecydowało się na wycofanie ich z uzbrojenia. Walki w trakcie kampanii francuskiej potwierdziły ich wady, zwłaszcza zbyt słabą przebijalność pancerza, a skuteczny ogień można było prowadzić na odległość zaledwie 300 metrów.
Oprócz armii francuskiej działa te znalazły się również na uzbrojeniu polskich jednostek powstających we Francji. Znalazły się one na wyposażeniu kompanii przeciwpancernych między innymi 1. Dywizji Grenadierów, 2. Dywizji Strzelców Pieszych, Samodzielnej Brygady Strzelców Podhalańskich, Samodzielnej Brygady Strzelców Karpackich i 10. Brygady Kawalerii Pancernej. 
Jesienią 1939 część tych dział otrzymał również Brytyjski Korpus Ekspedycyjny stacjonujący we Francji. 
Po kampanii francuskiej duża liczba tych dział znalazła się w rękach Niemców, którzy wprowadzili je do uzbrojenia Wehrmachtu pod oznaczeniem 2,5-cm-PaK 113(f). W jednostkach niemieckich używano ich do 1943.
We wrześniu 2014 na terenie Nadleśnictwa Lubaczów (województwo podkarpackie) podczas prac porządkowych, natrafiono na „modèle 1937”.